# Sergej Bortkiewicz

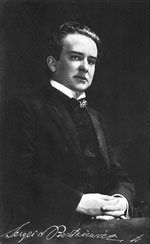
Sergei Bortkiewicz (1905)

Sergej Eduardovitj Bortkiewicz, född 28 februari 1877 i Charkiv i Kejsardömet Ryssland (nuvarande Ukraina), död 25 oktober 1952 i Wien i Österrike, var en ukrainsk tonsättare och pianist.
Bortkiewicz studerade vid konservatorierna i Sankt Petersburg och Leipzig. Han var en kortare tid pianolärare vid Klindworth-Scharwenka-konservatoriet i Berlin och bosatte sig senare i Wien. Bland hans kompositioner märks särskilt pianoverk, bland annat tre konserter för piano, en för vänsterhanden, en violinkonsert, en cellokonsert, två symfonier, symfoniska dikter, en opera och sånger.